# Ломовка (приток Пелетьмы)
Ломовка — река в России, протекает в Лунинском районе Пензенской области. Правый приток реки Пелетьма.

## География
Река Ломовка берёт начало в селе Сытинка. Течёт в восточном направлении. Устье реки находится в 6,5 км по правому берегу реки Пелетьма. Длина реки составляет 47 км.

## Данные водного реестра
По данным государственного водного реестра России относится к Верхневолжскому бассейновому округу, водохозяйственный участок реки — Сура от Сурского гидроузла и до устья реки Алатырь, речной подбассейн реки — Сура. Речной бассейн реки — (Верхняя) Волга до Куйбышевского водохранилища (без бассейна Оки).
Код объекта в государственном водном реестре — 08010500312110000036388.